# Gayton (Northamptonshire)
Pour les articles homonymes, voir Gayton.
Gayton est une paroisse civile et un village du Northamptonshire, en Angleterre.